# 알레스 와스 첼트
《알레스 와스 첼트》(독일어: Alles was zählt)는 2006년 9월 4일부터 현재까지 RTL 텔레비전에서 방영중인 연속극이다.